# Oberwambach
Oberwambach là một đô thị thuộc huyện Altenkirchen, trong bang Rheinland-Pfalz, phía tây nước Đức. Đô thị Oberwambach có diện tích 3,99 km², dân số thời điểm ngày 31 tháng 12 năm 2006 là 411 người.